# Palau Municipal d'Esports de Badalona
Het Palau Municipal d'Esports de Badalona, ook nog bekend als Pavelló Olímpic de Badalona, is een stadion in de Spaanse stad Badalona in Catalonië, luttele kilometers ten noorden van Barcelona. Het is sinds 1991 de thuisbasis van Joventut Badalona. Tijdens de Olympische Spelen van 1992 werden de basketbalwedstrijden er gespeeld.
Het stadion biedt plaats aan 12.500 toeschouwers. Buiten de basketmatchen gaan ook muziekoptredens en andere activiteiten in de locatie door. De vorige thuisbasis van Joventut Badalona was het Pabellón de los Países Catalanes met 3.300 zitplaatsen.
Het stadion werd gebouwd tussen 1990 en 1991 en kostte 35 miljoen euro. Het stadion heeft een hoogte van 36 m. De langste overspanning boven de zaal is 87 m. In 1992 werden de architecten Esteve Bonell en Francesc Rius bedacht met de European Union Prize for Contemporary Architecture (Mies van der Rohe Award) voor deze realisatie.